# Ungarischer Hirtenhund

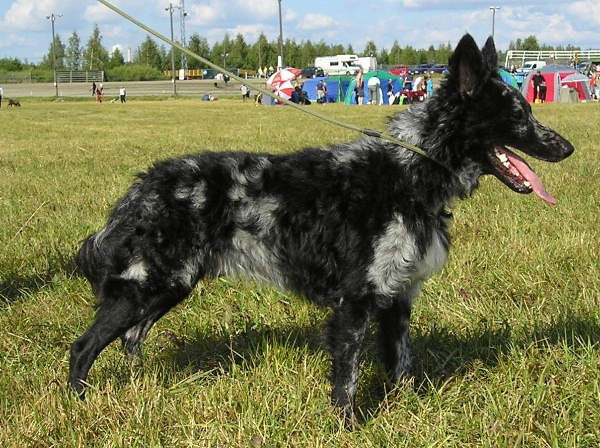
Mudi

Zu den Ungarischen Hirtenhunden zählen:
- Puli
- Kuvasz
- Pumi
- Komondor
- Mudi

Besonders bei den ungarischen Hirten des frühen 20. Jahrhunderts verbreitet waren Puli, Komondor und Kuvasz. Dies setzt sich auch bis heute fort. Kuvasz und Komondor sind die Herdenschutzhunde, während der Puli ein Hütehund ist. Dieser wurde den Hirtenhunden zur Seite gestellt. Während die größeren Hirtenhunde auch in direkten Kampf mit Wölfen und anderen Feinden gingen, blieben Pulis bei der Herde und hielten diese zusammen – behüteten sie.